# Mlýnská stoka (České Budějovice)
Kanál Mlýnská stoka (dříve Špitálská stoka) v Českých Budějovicích je vodní příkop, který dříve tvořil východní opevnění města, a jeho přívodní kanál.

## Popis toku
Kanál se odděluje od řeky Malše těsně nad Velkým jezem. Po přibližně sto metrech toku je umístěno stavidlo regulující množství vody v kanálu. Mlýnská stoka směřuje na sever, protéká dvě stě metrů dlouhým tunelem pod zástavbou, ulicí Na Sadech a Senovážným náměstím, následně vytéká z tunelu a tvoří vodní příkop okolo historického jádra Českých Budějovic. Délka stoky je 3,4 km.

## Historie stoky
Ve středověku navazovala Vltava, po soutoku s Malší protékající dnešním Slepým ramenem Malše, na opevnění města u Železné Panny. Na konci dnešního Slepého ramene Malše na Vltavu navazoval vodní příkop (dnešní Mlýnská stoka). Oblast jižně od města měla bažinatý charakter připomínající charakter dnešní přírodní památky Tůně u Špačků nacházející se nad městem. Přívod kanálu nebyl proto řešen dnešním náročným způsobem. Stoka těsně obepínající středověké vnitřní město pravděpodobně vznikla úpravou bočního ramene Malše. Vodu jí přidávaly ještě dva přítoky – Dobrovodský potok a Vrátecký potok, které po zregulování na počátku 20. století již do Mlýnské stoky nedotékají.
Postupně Vltava v oblasti Železné panny vytvořila meandr a prorazila dnešní koryto, kterým však protékalo minimum vody; tím vznikl dnešní Sokolský ostrov. Se zánikem obranné funkce a regulací toku byl původní tok přehrazen (toto původně slepé rameno Vltavy je v současnosti Slepým ramenem Malše). Mlýnská stoka tím byla prodloužena o část původního koryta Vltavy; v tomto prudkém úseku je dnes často hladina v kanálu zvyšována přepouštěním vody ze Slepého ramene Malše. S rozvojem města a vysoušením území jižně od historického jádra vznikl nad městem přívodní kanál, jehož vývoj byl ve dvacátém století ukončen vznikem tunelu v oblasti Senovážného náměstí a napřímením toku do současné podoby během výstavby Havlíčkovy kolonie a sousední teplárny.
Při povodni v roce 2002 se Mlýnská stoka v celé délce vylila z břehů a území mezi Mlýnskou stokou a Malší bylo téměř kompletně zaplaveno.

## Fotogalerie

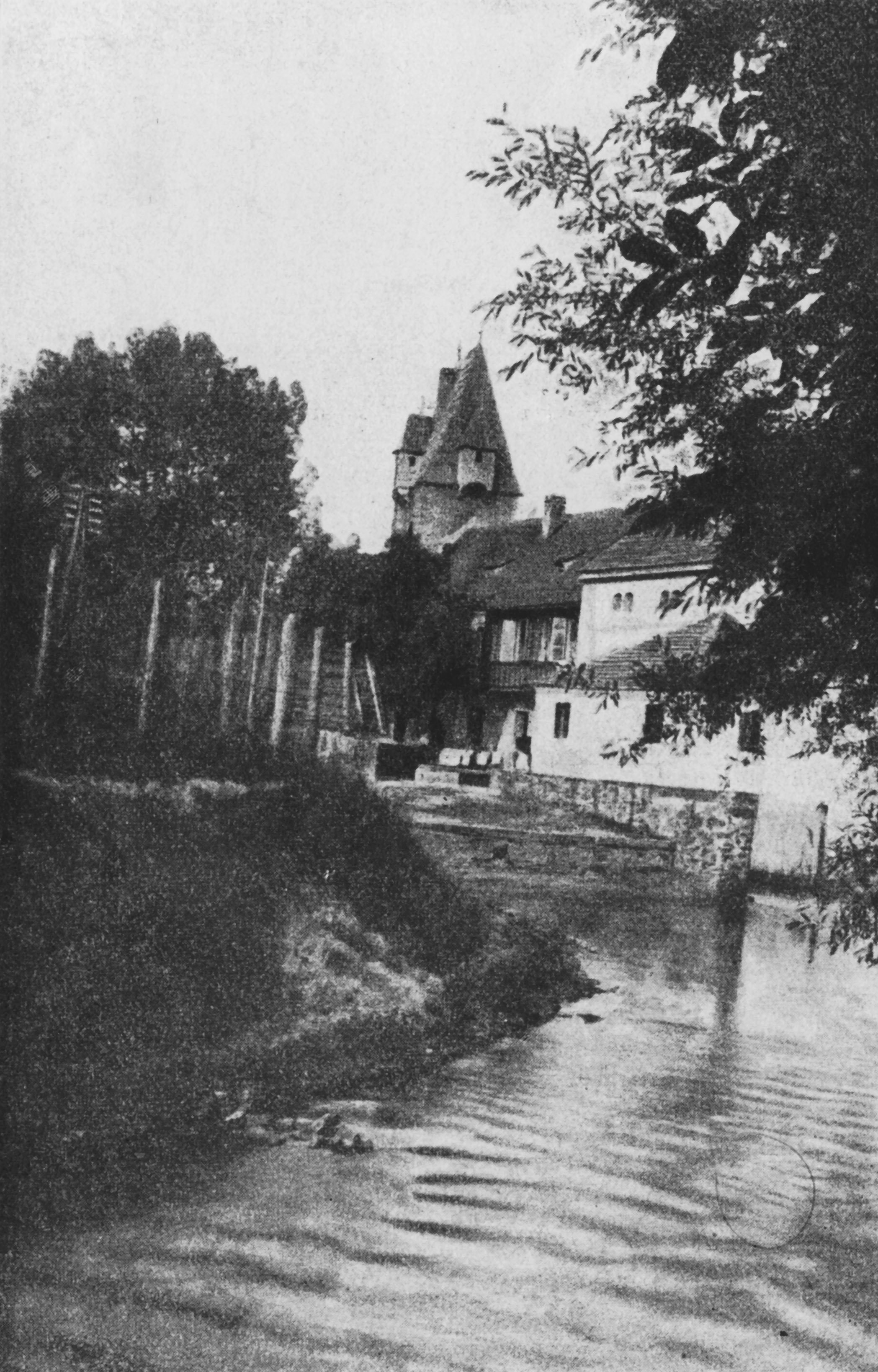
Rabenštejnská věž u Zadního mlýna, od vtoku Mlýnské stoky do Vltavy
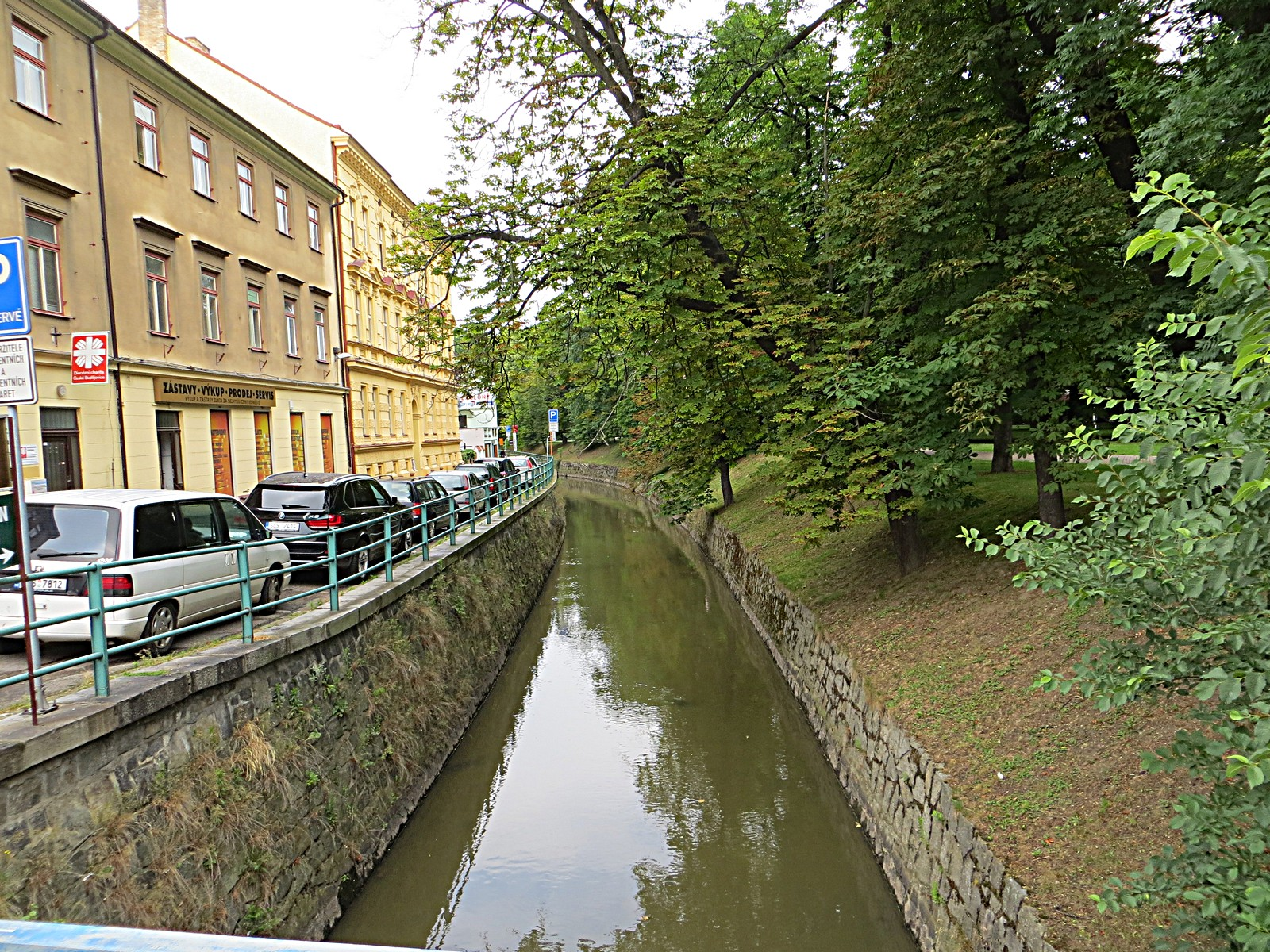
Regulované koryto z mostu v Kanovnické ulici
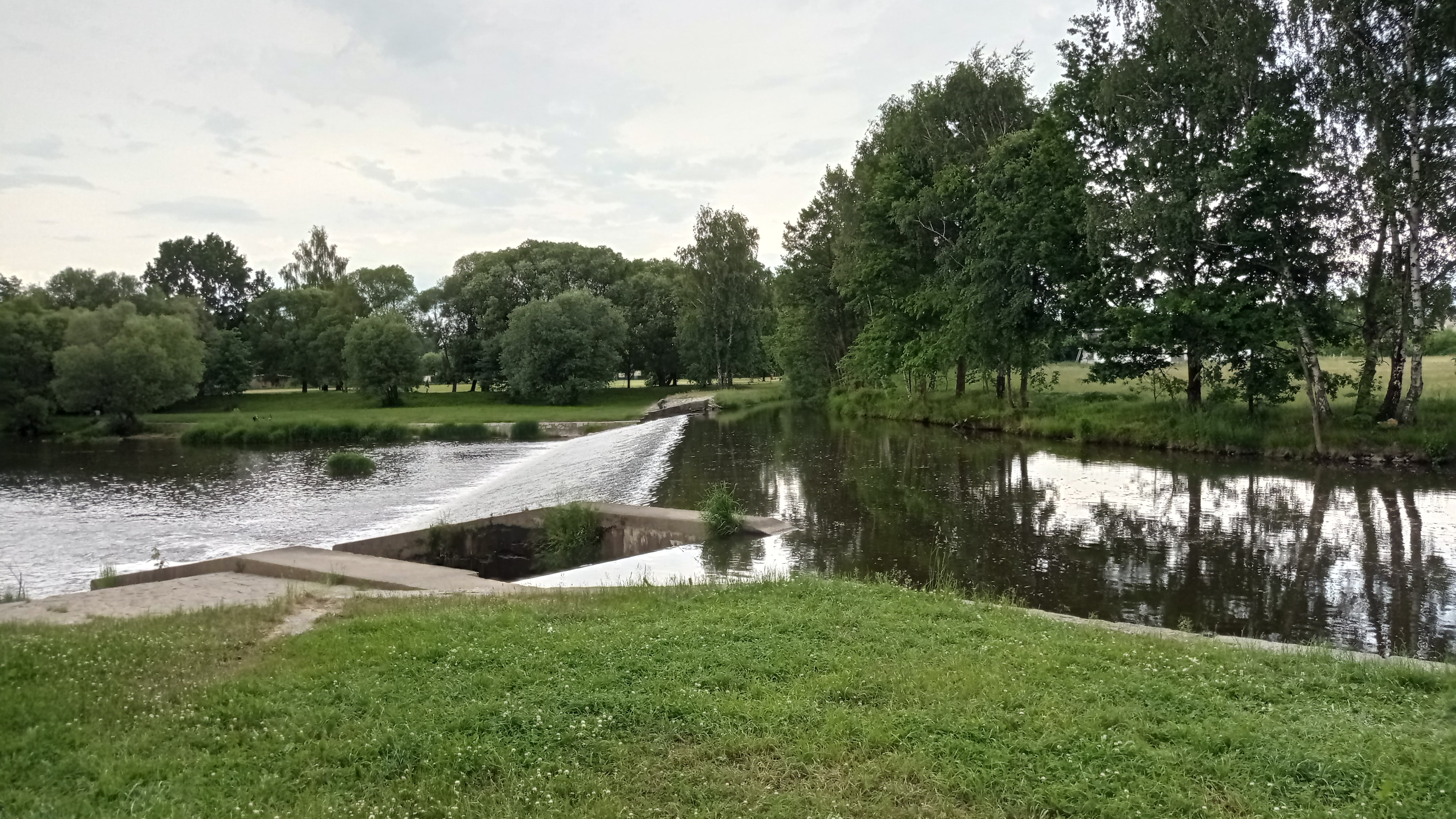
Odtok z Malše nad Velkým jezem
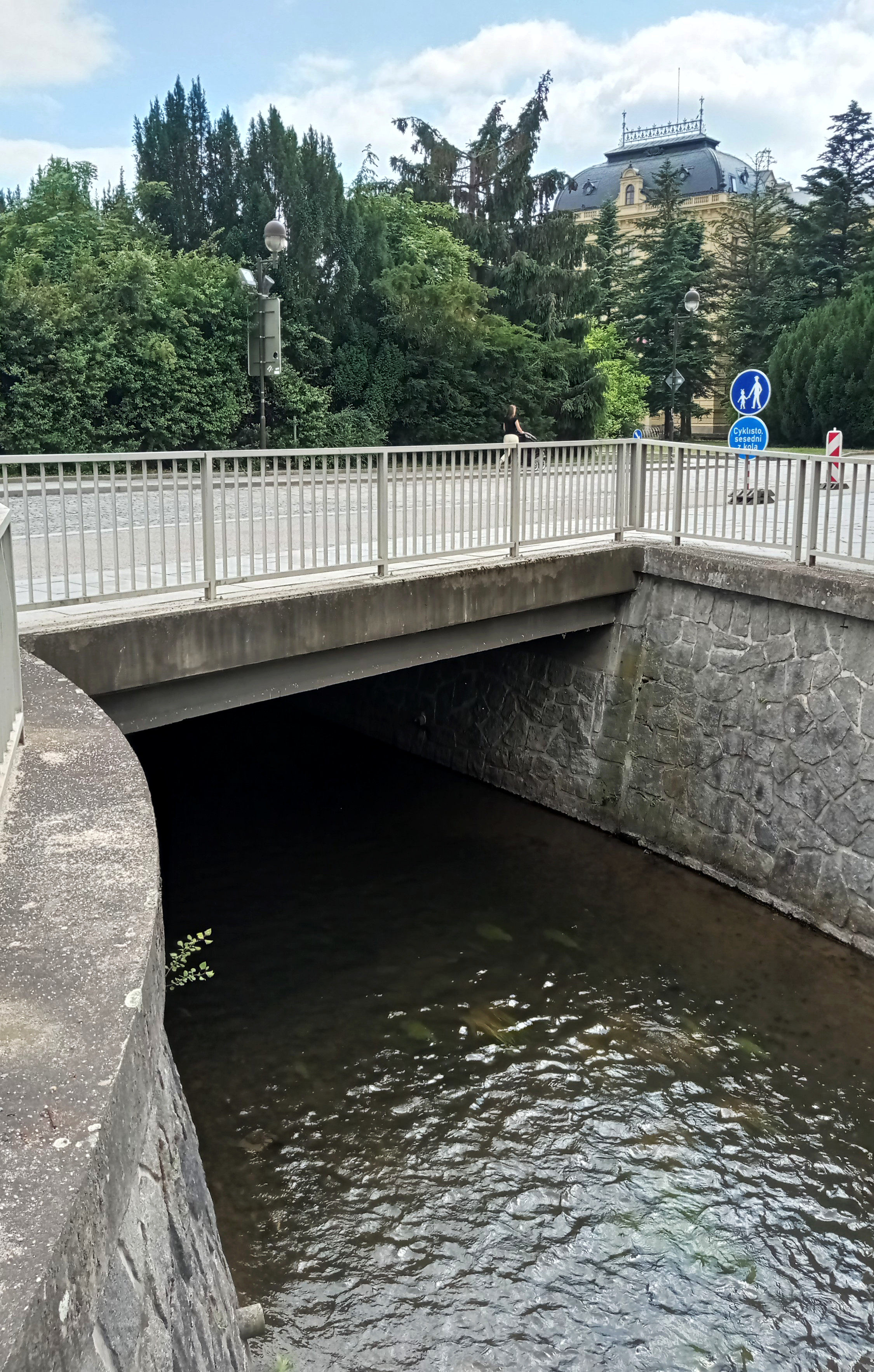
Pohled z mostu v ulici Karla IV. směrem k parku před Jihočeským muzeem
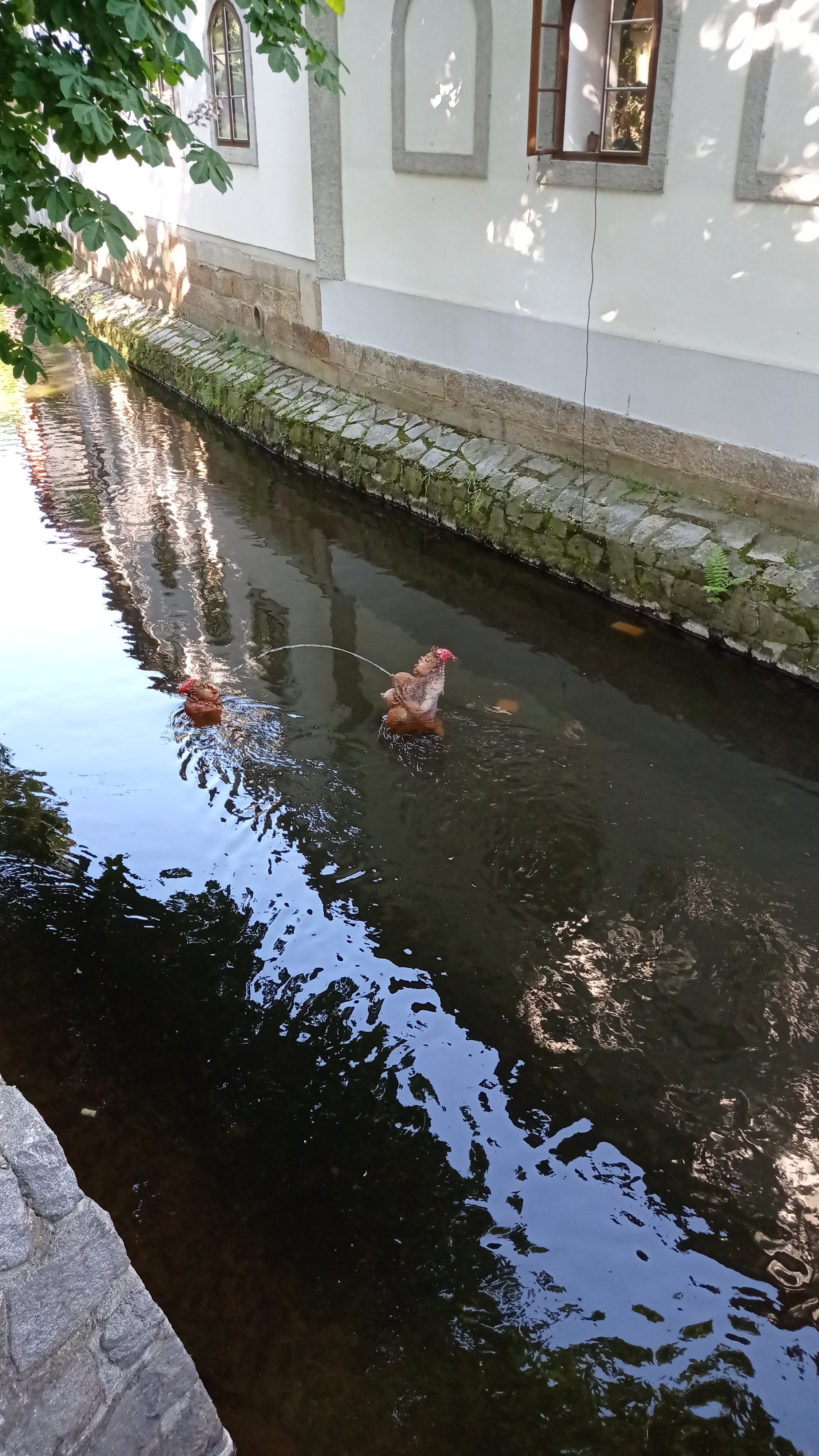
Pohled z mostu u Rabenštejnské věže